# Afroamericans de Saint Lucia
Els afrosaintlucians o afroamericans de Saint Lucia són els habitants de Saint Lucia que tenen avantpassats africans, la majoria d'Àfrica Occidental. El 2013 els afrodescendents conformaven el grup ètnic majoritari de Saint Lucia; concretament representaven el 82,5% de la població del país. Hi ha un 11,9% de població addicional que és multiracial, sobretot d'origen africà i europeu o de l'Índia.

## Orígens
H. H. Breen, un dels primers especialistes en St. Lucia va dir que es coneix poc els inicis del període colonial de l'illa. A principis del període colonial francès els esclaus eren importats de Martinica i durant el període colonial britànic de Barbados. Aquest fet que Martinica monopolitzava les importacions d'esclaus de Saint Lucia, va provocar que la majoria dels esclaus provenien de la costa de Senegàmbia. Segons Dalphinis, la majoria d'esclaus importats fins al 1695 provenien de Senegàmbia i la majoria eren wòlofs i malinkes. Durant la possessió britànica, però, des de finals del segle xviii, St. Lucia va importar cada cop més esclaus àkans i igbos.
Així, els esclaus eren d'origen divers i va ser majoria provinents de Senegàmbia durant dos-cents anys (incloent-hi esclaus provinents de l'actual Mali: fulbe, diola, bamanes) i després van passar a ser majoritàriament àkans (de la Costa de l'Or i igbos (del Golf de Biafra). Segons Youraba aquests grups han tingut una influència cultural forta a l'illa. En moltes zones, el seu impacte cultural ha estat fort; el seu llegat es veu per exemple en els rituals del kele i de l'ogun. A més a més, també cal destacar la presència d'esclaus provinents d'Àfrica central, sobretot ambundus (més de 1.000 esclaus).
Durant el segle xvii la majoria dels esclaus procedien de Senegàmbia. La majoria d'aquests es van utilitzar com esclaus domèstics. Els esclaus d'origen ewe o fon de la Costa dels Esclaus s'utilitzaven sobretot com esclaus rurals.
El domini de certs grups etnolingüístics específics en certes zones de l'illa ha estat de gran importància en l'origen de la seva identitat criolla.

## Història
El 1763 quan l'Imperi Britànic va adquirir l'illa amb la signatura del Tractat de París van començar a importar molts esclaus africans per a poder exercir de treballadors. Les condicions del Carib eren dures i molts esclaus afrians, com els caribs (que també havien estat utilitzats com esclaus a l'illa) morien al cap de pocs anys, cosa que requeria que s'importessin més esclaus nous. Els britànics van continuar important esclaus fins que van abolir el comerç d'esclaus el 1808. En aquella època, els afrodescendents i menys els descendents dels caribs eren molt més nombrosos que els d'origen europeu.
El 21 de febrer de 1795 un exèrcit de francesos i afroamericans lliures liderats per Goyrand van batallar contra l'exèrcit britànic. Durant els propers quatre mesos, un front unit d'antics esclaus alliberats feia poc temps i lluitadors lliures coneguts com els "brigands" (també antics esclaus que instigaven una revolta a la regió) van forçar a l'exèrcit britànic i a molts propietaris d'esclaus lleials als britànics a fugir. El 1796 va tornar l'exèrcit britànic amb reforços i van derrotar els lluitadors lliures i van reimposar l'esclavitud a l'illa fins al 1807, any en què el comerç d'esclaus fou prohibit (tot i que la institució de l'esclavitud no fou prohibida fins al 1834.
El 1814 els britànics van tornar a controlar l'illa i molts lliberts van fugir a les profunditats dels boscos tropicals.
després de l'abolició, tots els antics esclaus van haver de servir durant un període d'aprenentatge de quatre anys que els forçà a treballar gratuïtament pels seus antics esclaus almenys tres quartes parts de la setmana laboral. El 1838 van obtenir la llibertat plena.

## Demografia i cultura
La cultura de Saint Lucia ha estat influenciada pels africans, els indis, els francesos i els anglesos. El francès crioll antillà és una de les llengües secundàries més importants. Aquest és una forma de francès patuès.

### Llengües
La llengua oficial del país és l'anglès però molts habitants de St. Lucia també parlen un dialecte del francès, el crioll (Kwéyòl). El francès crioll de Saint Lucia (Kwéyòl) que és un crioll basat en el francès es diu també "patwah" (patuès) i és parlat pel 95% de la població. Aquest crioll antillà s'utilitza en la literatura i la música i està guanyant reconeixement oficial. Aquesta llengua deriva clarament del francès i de llengües d'Àfrica Occidental amb lèxic de la llengua carib i altres fonts.

### Música
La música de Saint Lucia es caracteritza per tenir beure de moltes tradicions orals i folklòriques que es basen en elements que es deriven de la música africana (sobretot el seu ritme) i de la música d'Europa Occidental com les danses quadrilla, polka i vals.
La música popular prové de fora el país i hi destaquen els estils trinitans com el calipso i la soca.
El bèlè és dansa característica de Saint Lucia, Dominica i Martinica que segurament es basa en la música de Dahomey.
El kélé és un ritual religiós tradicional que prové de la tradició cultural africana. Es basa en tres déus africans, eshu, shango i oggun i és similar al festival ogun nigerià. Els rituals de kélé posen en contacte les persones amb els seus avantpassats a qui els demanen protecció, bona salut i bona fortuna. El kélé fou celebrat de manera amagada fins que l'església catòlica de Saint Lucia el va començar a permetre a principis de la dècada de 1960. Els rituals de kélé són acompanyats pesl tambors tanbou manman (tambor mare) i el tanbou ich (tambor infant) que toquen quatre ritmes diferents en moments específics: adan, èrè, koudou i kèré. Els rituals kélé també inclouen danses i cants mitjançant els quals es prega a Ogun i els altres déus.
La música popular de Saint Lucia es pot traçar fins a la dècada de 1940 quan el calipso va esdevenir part de la cultura musical de l'illa. El calipso és un gènere líric trinidià que està relacionat amb molts estils que es troben en la música de les Petites Antilles. La musicòloga Jocelyne Guilbaut ha afirmat que el calipso és el principal estil musical modern de Saint Lucia. Aquest país, a més a més, també ha import els gèneres musicals trinadians, la soca i el steelpan.
Alguns músics de calipso de Saint Lucia van gravar discos a la dècada de 1980. La indústria musical luciana és a petita escala degut al petit mercat que hi ha a l'illa. Els programes de ràdio del país han tingut un paper important en el desenvolupament de la cultura pròpia en la llengua criolla.
En l'actualitat destaquen alguns músics populars en diversos estils relacionats amb el calipso. Entre els músics més destacats hi ha Tru Tones, Rameau Poleon, Prolifik, Disturbing Joan i Aimran Simmons. Marie Selipha Sesenne Descartes, Sesenne fou nomenada Dama de l'Ordre de l'Imperi Britànic pel seu treball Chantwelle i per la promoció de la música i la cultura de Saint Lucia.
El bouyon soca és un estil musical de fusió que ha esdevingut popular a l'illa de la mà del cantant Ricky T. La seva cançó "Pressure boom" (2007) va esdevenir molt popular en els països anglo-parlants del carib. Aquest estil es produeix sobretot (tot i que no només) a Saint Lucia.

### Cuina
La cuina de Saint Lucia és una barreja de la cuina d'Àfrica Occidental, Europa Occidental i de l'Índia; aquesta ha creat uns plats com el pastís marconi, l'estofat de pollastre, l'arròs amb pèsols, brou de peix i sopes substancioses fetes amb verdures fresques de producció local. La cuina de Saint Lucia és semblant a altres nacions caribenyes de la Commonwealth com Dominica, Jamaica, Saint Vincent i les Grenadines i Trinitat i Tobago. Els principals productes alimentaris són les patates, les cebes, l'api, la farigola, la llet de coco, el scotch bonnet (classe de bitxo picant propi del carib), farina i farina de blat de moro.
A Saint Lucia s'hi menja carn d'aus de corral. També cal destacar la carn i el marisc que es cuina guisada o daurada o s'utilitzen de base per una salsa que s'utilitza per l'arròs. Degut a la minoria índia de Saint Lucia, el curri és molt popular, tot i que té un toc caribeny distintiu. En l'actualitat també ha esdevingut popular el roti, el pa pla d'origen indi. Aquest s'importa de Trinitat i Tobago.

## Afroamericans de Saint Lucia notables
- Keith Alexander, futbolista que va jugar a Anglaterra entre el 1993 i el 2010.[16] Va ser internacional amb la Selecció nacional de futbol de Saint Lucia.[17]
- Sir William Arthur Lewis,[18] economista guanyador del Premi Nobel d'Economia del 1979. Especialista en desenvolupament econòmic.[19][20] També ha treballat en el camp de la història de l'economia mundial i en el de l'estructura de la indústria.